# Cycle solaire 22
Le cycle solaire 22 est le vingt-deuxième cycle solaire depuis 1755, date du début du suivi intensif de l'activité et des taches solaires. Il a commencé en 1986 et s'est achevé en août 1996.
L'éruption solaire la plus intense du cycle est celle de mars 1989, classée comme "sévère" sur l'indice K, la plus haute note de l'échelle.